# Alexéi Svirin
Alexéi Vladímirovich Svirin –en ruso, Алексей Владимирович Свирин– (Moscú, URSS, 15 de diciembre de 1978) es un deportista ruso que compitió en remo.
Participó en tres Juegos Olímpicos de Verano, entre los años 2004 y 2012, obteniendo una medalla de oro en Atenas 2004, en la prueba de cuatro scull, y el octavo lugar en Londres 2012, en la misma prueba.
Ganó dos medallas de oro en el Campeonato Europeo de Remo, en los años 2007 y 2011.
En 2016 fue elegido presidente de la Federación Rusa de Remo.

## Palmarés internacional
| Juegos Olímpicos   | Juegos Olímpicos   | Juegos Olímpicos | Juegos Olímpicos |
| Año                | Lugar              | Medalla          | Prueba           |
| ------------------ | ------------------ | ---------------- | ---------------- |
| 2004               | Atenas (Grecia)    | Medalla de oro   | Cuatro scull     |
| Campeonato Europeo |                    |                  |                  |
| Año                | Lugar              | Medalla          | Prueba           |
| 2007               | Poznań (Polonia)   | Medalla de oro   | Cuatro scull     |
| 2011               | Plovdiv (Bulgaria) | Medalla de oro   | Cuatro scull     |